# Einar Nørby
Einar Nørby (8. maj 1896 Thisted – 12. januar 1983 København) var en dansk operasanger (basbaryton).
Debut på Det kgl. Teater i 1928 som Mefistofeles i Charles Gounods Faust. En af sin tids førende sangere i roller som Leporello i Mozarts Don Juan, Porgy i George Gershwins Porgy og Bess og Henrik i Carl Nielsens Maskarade. Kongelig kammersanger i 1939. Gift med pianisten Guldborg Laursen (1903-2002). Far til skuespilleren Ghita Nørby og operasanger Claus Nørby.
Nørby blev Ridder af Dannebrog 1942, af 1. grad 1952 og modtog Ingenio et arti 1969.